# Floromycetaceae
Floromycetaceae är en familj av svampar. Floromycetaceae ingår i ordningen Urocystidiales, klassen Ustilaginomycetes, divisionen basidiesvampar och riket svampar.
|                 | Mycosyringaceae                                             |
|                 |                                                             |
|                 | Glomosporiaceae                                             |
|                 |                                                             |
| Floromycetaceae | \| \| Antherospora \| \| \| \| \| \| Floromyces \| \| \| \| |
|                 | \| \| Antherospora \| \| \| \| \| \| Floromyces \| \| \| \| |
|                 | Doassansiopsidaceae                                         |
|                 |                                                             |
|                 | Urocystidaceae                                              |
|                 |                                                             |
|                 | Antherospora                                                |
|                 |                                                             |
|                 | Floromyces                                                  |
|                 |                                                             |

|  | Antherospora |
|  |              |
|  | Floromyces   |
|  |              |